# برای یک آزادی جدید
برای آزادی جدید: مانیفست آزادیخواهان (به انگلیسی: For a New Liberty: The Libertarian Manifesto) کتابی از موری راتبارد، اقتصاددان و مورخ آمریکایی است که ایده های آنارکو-کاپیتالیسم را ترویج می کند. این کتاب بر تفکر لیبرترینیسم مدرن و بخشی از راست جدید تاثرگذار شناخته شده است.
راتبارد طرفدار آنارکو-کاپیتالیسم، نوعی از لیبرترینیسم بدون دولت است. روتبارد ریشه های فکری لیبرتارینیسم را به فیلسوفان لیبرالیسم کلاسیک جان لاک و آدام اسمیت و انقلاب آمریکا بازمی گرداند. او استدلال می کند که آزادی گرایی مدرن نه به عنوان پاسخی به سوسیالیسم یا چپ گرایی، بلکه از محافظه‌کاری سرچشمه گرفته است. راتبارد حق مالکیت بر خود (خویش‌فرمانی) و حق مالکیت خانه را به منزله ایجاد مجموعه کاملی از اصول نظام آزادیخواهانه می داند.
راثبارد می نویسد که هسته آزادی گرایی بر پایه اصل عدم تجاوز است: «اینکه هیچ مرد یا گروهی از افراد نمی توانند به شخص یا دارایی شخص دیگری تجاوز کنند». او استدلال می کند که در حالی که این اصل تقریباً به طور کلی در مورد افراد و مؤسسات خصوصی اعمال می شود اما حکومت فراتر از قانون اخلاقی عمومی تلقی می شود و بنابراین مجبور نیست از این اصل تبعیت کند.
روتبارد تلاش می‌کند این تصور را که لیبرتارینیسم یک فرقه یا شاخه‌ای از لیبرالیسم یا محافظه‌کاری است، از بین ببرد، یا اینکه نظرات به ظاهر راست‌گرایانه آن در مورد سیاست اقتصادی و نظرات چپ در مورد سیاست اجتماعی و خارجی متناقض است.